# Dicopomorpha schleideni
Dicopomorpha schleideni är en stekelart som först beskrevs av Girault 1912.  Dicopomorpha schleideni ingår i släktet Dicopomorpha och familjen dvärgsteklar. Inga underarter finns listade i Catalogue of Life.